# Juraj Payer
Juraj Payer (* 13. března 1958 Bratislava) je slovenský endokrinolog a vysokoškolský učitel, od roku 2023 děkan Lékařské fakulty Univerzity Komenského v Bratislavě (LF UK).  

## Život a kariéra
Po maturitě na Gymnáziu L. Sáru v Bratislavě v roce 1977 úspěšně v roce 1983 absolvoval studium všeobecného lékařství na Lékařské fakultě Univerzity Komenského v Bratislavě. Poté začal pracovat na I. interní klinice LF UK a fakultní nemocnice, kde nejdříve působil jako sekundární lékař, poté jako ordinář pro endokrinologii; paralelně navíc působil na své alma mater jako odborný asistent. Postupně absolvoval atestace prvního a druhého stupně v oboru vnitřní lékařství. V roce 1997 se habilitoval a v roce 2000 byl jmenován profesorem. V roce 2004 začal působit jako primář v Univerzitní nemocnici Bratislava.
Do roku 2022 působil jako první proděkan své alma mater pro spolupráci fakulty se zdravotnickými zařízeními, zdravotní péči a specializační studium. V roce listopadu 2022 byl zvolen děkanem své alma mater, když ve volbě porazil dosavadního děkana LF UK Juaraja Šteňa. V dubnu 2024 byl laureátem Krišťálového krídla v kategorii medicína a věda.